# Margaret Burbidge
Margaret Burbidge (født 12. august 1919 i Davenport, død 5. april 2020) var en engelsk astrofysiker, kendt for sin originale forskning og sin position som direktør for Royal Greenwich Observatory.

## Akademiske resultater
Efter at have fået sin Ph.D. i 1943 begyndte hun at forske i galakser ved at kombinere spektrometre med teleskoper. 

## Fodnoter
1. ↑  E. Margaret Burbidge, Astronomer Who Blazed Trails on Earth, Dies at 100 (engelsk), nytimes.com, 6. april 2020, hentet 7. april 2020